# 埃斯曼 (埃斯曼市鎮)

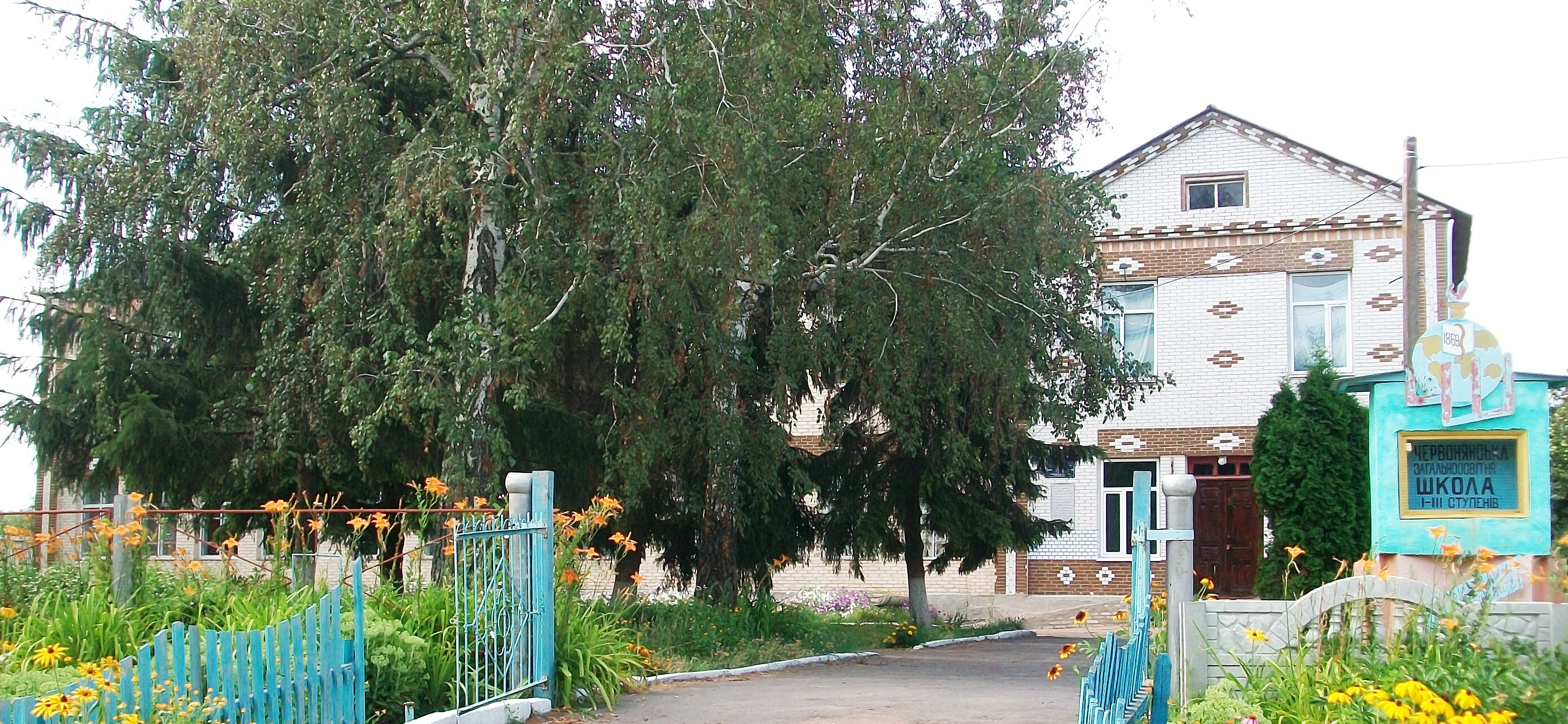
埃斯曼中学

埃斯曼（烏克蘭語：Есмань，1957-2016年舊名切爾沃內），是烏克蘭蘇梅州紹斯特卡區埃斯曼市鎮内的市級鎮，及该市镇的行政中心。處於埃斯曼河畔，始建於1615年，面積9平方公里，海拔高度190米，2022年人口1,293，人口密度每平方公里209.1人。